# La Clownesse fantôme
La Clownesse fantôme er en fransk stumfilm fra 1902 af Georges Méliès.